# Xã Paxton, Quận Logan, Kansas
Xã Paxton (tiếng Anh: Paxton Township) là một xã thuộc quận Logan, tiểu bang Kansas, Hoa Kỳ. Năm 2010, dân số của xã này là 28 người.